# مغان‌جیق مهراب
مُغانی مِهراب یا مغانجیق مهراب (به ترکی آذربایجانی: Muğancıq Mehrab) یک منطقهٔ مسکونی در جمهوری آذربایجان است که در جمهوری خودمختار نخجوان واقع شده‌است. مغانی مهراب ۶۲۳ نفر جمعیت دارد.
مغان گروهی از روحانیون ایران باستان بودند و مهراب فردی بوده‌است ایرانی از گروه مغان که در این محل نشیمن داشته‌است. مغانجیق به معنی مغان کوچک است.